# Peggy Lipton
Peggy Lipton   (Nova York, 30 d'agost de 1946 - Los Angeles, 11 de maig de 2019) va ser una actriu, cantant i model americana. Va assolir la fama principalment arran del seu paper a la sèrie The Mod Squad (1968-73) pel que va guanyar el Globus d'Or a la millor actriu en sèrie de televisió dramàtica el 1970. Va interpretar gran quantitat de papers durant una cinquantena d'anys tant al teatre com a la televisió i el cinema, inclòs el de Norma Jennings a la sèrie Twin Peaks, de David Lynch.
Va ser mare de les actrius Rashida Jones i Kidada Jones, fruit del seu matrimoni amb el músic Quincy Jones.

## Filmografia seleccionada
- Fatal Charm (1990)
- Twin Peaks: Els últims dies de Laura Palmer (1992)
- El missatger del futur (1997)
- The Intern (2000)
- Somnis d'adolescent (2001)
- When in Rome (2010)
- A Dog's Purpose (2017)